# Elasmaria
De Elasmaria zijn een groep euornithopode dinosauriërs behorend tot de Iguanodontia.
In 2008 benoemde en definieerde de paleontoloog Jorge Calvo een klade Elasmaria: de groep die bestaat uit de laatste gemeenschappelijke voorouder van Talenkauen santacrucensis en 
Macrogryphosaurus gondwanicus en al zijn afstammelingen. Dit deed hij in dezelfde publicatie waarin hij Macrogryphosaurus beschreef. Als synapomorfieën van de klade gaf hij het zijn van een grote euiguanodontiër met goedontwikkelde epipofysen op de derde nekwervel en het bezit van dunne verbeende platen in de borstkas. Naar deze laatste eigenschap verwijst ook de naam: "dunne platen" in het Klassiek Grieks. 
De Elasmaria leefden in het Krijt en waren de zustergroep van de Dryomorpha binnen de Euiguanodontia. Behalve de twee soorten waarop de definitie verankerd is, zijn er geen andere elasmariërs bekend.